# Adobe InCopy
Adobe InCopy是Adobe公司出品的一个专业的文字处理应用程序。Adobe InCopy已集成到Adobe InDesign中，同时也单独出售，但是它不包含在任何Creative Suite套件版本中。
主要用于出版的报纸和杂志等的编辑工作。
InCopy的编辑器用于写作、编辑和设计（风格、字体等）出版物。该软件包括标准文字处理功能，如“拼写检查”，“跟踪更改”，“字数统计”等，并有预览查看装修副本方式的文本布局，允许直观地确定每一个设计元素适用于出版物的版式使用的格式。
InCopy的直接竞争对手是1991年发布的Quark CopyDesk。